# Hakea sericea
Hakéa soyeux
Espèce
Hakea sericea, l’Hakéa soyeux, est une espèce de plantes à fleurs  de la famille des Proteaceae. C'est un large arbuste buissonnant, avec une floraison majoritairement blanche du mois de juillet et pour plusieurs mois. Cette espèce est endémique de l'Est de l'Australie. Elle est devenue une plante exotique envahissante dans de nombreux pays et classée comme telle en 2022 par l'Union européenne. Cela signifie qu'elle ne peut plus être importée, cultivée, commercialisée, plantée, ou libérée intentionnellement dans la nature, et ce nulle part dans l’Union européenne.

## Répartition
Le hakea soyeux se trouve depuis la côte jusqu'aux chaînes de montagnes adjacentes du Sud-Est du Queensland jusqu'au Sud-Est de la Nouvelle-Galles du Sud.
C'est une espèce tolérante au gel, qui pousse dans un sol bien drainé et en plein soleil. Elle est également naturalisée dans d'autres régions d'Australie.
Elle est considérée comme une espèce exotique envahissante dans certaines régions du monde, hors Australie, comme en Afrique du Sud, en Nouvelle-Zélande, au Portugal et en France.

## Description
Hakea sericea est un grand arbuste buissonnant et étalé qui peut atteindre 4 m et ne forme pas de lignotuber. Les ramifications sont densément couvertes de poils courts, doux et laineux, de couleur gris-blanc. Les inflorescences se présentent sous forme d'ombelles de une à six fleurs à l'aisselle des feuilles, rosées en bouton et devenant blanches. Le rachis de l'inflorescence est long de 0,5-2,5 mm et est recouvert de poils laineux, courts, blancs et emmêlés vers l'extrémité et de couleur rouille à la base. Les pédicelles mesurent 2-4 mm de long et sont légèrement à densément recouverts de longs poils blancs. Le périanthe lisse mesure 2,5-4,7 mm de long et le pistil 4-7,5 mm de long. Les feuilles en forme d'aiguille sont rainurées sur la face inférieure et mesurent jusqu'à 7 cm de long et 0,7-1,3 mm de large. Elles se terminent par une pointe acérée de 1-2 mm de long. Les feuilles sont modérément couvertes de poils soyeux aplatis, devenant rapidement lisses. Les fruits sont rugueux et grossièrement ridés avec un réseau de veines sur la surface, 2,5-3 cm de long et 2 cm de large se terminant par un bec court et large de 3 mm de long.

## Dénominations
Ce taxon porte en français les noms vernaculaires ou normalisés suivants : Hakea, Hakéa soyeux,.

## Systématique
L'espèce Hakea sericea a été décrite officiellement par Heinrich Adolf Schrader et Johann Christoph Wendland en 1796 dans Sertum Hannoveranum.
Hakea sericea a pour synonymes :
- Banksia acicularis (Sm. ex Vent.) J.Parm.
- Banksia tenuifolia Salisb.
- Conchium aciculare Donn
- Conchium aciculare Sm.
- Conchium aciculare Sm. ex Vent.
- Conchium acicularis Sm.
- Conchium acicularis Sm. ex Vent.
- Conchium compressum Sm.
- Hakea acicularis var. smithii Endl.
- Hakea acicularis (Sm. ex Vent.) Knight
- Hakea brachyrhyncha Meisn.
- Hakea obliqua G.Lodd.
- Hakea sericea Hort.Ups.
- Hakea sericea Hort.Ups. ex Regel
- Hakea tenuiflora Dum.Cours.
- Hakea tenuifolia var. typica Domin
- Hakea tenuifolia (Salisb.) A.T.Lee
- Hakea tenuifolia (Salisb.) Britten
- Hakea tenuifolia (Salisb.) Domin
- Hakea tenuifolia Dum.Cours.

### Étymologie
Le nom générique, Hakea, a été donné en l'honneur du baron Christian Ludwig von Hake (de) (1745-1818), mécène de divers projets botaniques au 18e siècle.
Son épithète spécifique, sericea, signifie soyeux, et fait référence aux petits poils des jeunes pousses.